# Der Mann, der lacht
Der Mann, der lacht (OT: The Man Who Laughs) ist ein US-amerikanischer Spielfilm des deutschen Regisseurs und Filmemachers Paul Leni aus dem Jahr 1928. Der Film ist eine Adaption von Victor Hugos historischem Roman Der lachende Mann (Originaltitel: L’Homme qui rit). In den Hauptrollen spielen Conrad Veidt als Gwynplaine und Mary Philbin als die blinde Dea. Der Film wird dem Genre des Melodramas zugerechnet, hat aber durch seine expressionistische Düsterkeit Anleihen des Horrorfilms. Der Film erschien erst 2022 im deutschen Heimkino.

## Handlung
Im England des Jahres 1690 lebt Gwynplaine als Sohn eines Edelmannes. Gwynplaines Vater beleidigt König James II. und wird von diesem zum Tod in der Eisernen Jungfrau verurteilt. Gwynplaine selbst wird zur Strafe durch Dr. Hardquannone, einen Meisterchirurgen der Comprachicos – Gaukler, die Menschen zu Schauobjekten verstümmeln –, umoperiert: Sein Gesicht wird so entstellt, dass es ein künstliches, irres Dauergrinsen zeigt, damit Gwynplaine sich von nun an ewig über seinen törichten Vater lustig machen muss. Später werden die Comprachicos, bei denen er lebt, jedoch aus England verbannt, und damit sie nicht durch ihn kompromittiert werden, lassen sie den Jungen im tiefsten Winter alleine zurück. Nachdem er einer erfrorenen Frau ein lebendes Baby aus den Armen genommen hat, rettet er sich aus dem Schneesturm in den Wagen des Quacksalbers Ursus, der beide aufnimmt.
Die Jahre vergehen, und Ursus kommt als Schausteller zu großem Erfolg. Seine Hauptattraktion ist Gwynplaine, der als „Der Mann, der lacht“ zum Liebling des voyeuristischen Publikums wird. Die Belustigung, die er dabei auslöst, macht ihn zwar sehr berühmt, doch gleichzeitig plagt er sich mit starken Gefühlen der Minderwertigkeit. Aus dem Kind, das er einst rettete, ist mittlerweile die junge Frau Dea geworden, die blind ist und daher an ihm nichts Schlechtes finden kann. Sie verlieben sich ineinander, doch Gwynplaine lehnt es ab, sie zu heiraten, da er sich für unwürdig hält.
Mittlerweile ist König James II. tot, und an seiner Stelle regiert Königin Anne über England. Ihr verschlagener Hofnarr Barkilphedro entdeckt Aufzeichnungen, die Gwynplaines edle Herkunft und seinen Anspruch auf die politische Macht seines Vaters bezeugen. Königin Anne will seinen Status wiederherstellen, doch da sein rechtmäßiger Besitz sich in den Händen der Herzogin Josiana befindet, soll er sie heiraten, um beide Seiten zufriedenzustellen. Als Gwynplaine die Herzogin besucht, ist sie gleichzeitig sexuell angezogen und abgestoßen durch sein Äußeres. Diese Erfahrung bestärkt Gwynplaine darin, dass er sich doch an Dea halten sollte. Nach seiner Rückkehr lässt er sie erstmals seinen Mund ertasten, woraufhin sie äußert, blind erschaffen worden zu sein, um ihn zu lieben.
Aufgrund seiner adligen Herkunft wird Gwynplaine überfallartig zum House of Lords gebracht, wo er vor den Augen der Königin die Herzogin Josiana als Frau akzeptieren soll. Gleichzeitig intrigiert Hofnarr Barkilphedro gegen ihn, da er dessen angestammtes Vermögen begehrt: So überbringt er Dea und Ursus einen Befehl, das Land zu verlassen. Sie begeben sich nach London, um im Hafen in See zu stechen. Gwynplaine, ebenfalls vor Ort, verlässt das aufgebrachte House of Lords und erfährt von der Anwesenheit seiner Ziehfamilie. Eine Verfolgungsjagd beginnt, bei der er vor den Schergen Barkilphedros flüchten muss, unterstützt durch das einfache Volk, das ihn erkennt und die Soldaten aufhält.
Nachdem das Schiff, auf dem Ursus und Dea sich befinden, bereits abgelegt hat, erreicht er die Docks und ruft ihnen nach. Sein Ruf lockt den Hund der Gruppe an, der zu ihm zurückschwimmt und dort Barkilphedro in den Hals beißt. Gwynplaine steigt in ein Boot und rudert dem Schiff hinterher. Alle sind wieder vereint und segeln gemeinsam fort.
Das Ende weicht somit von der Buchvorlage ab, in der Dea während der Flucht auf dem Deck des Schiffs stirbt und Gwynplaine sich ertränkt.

## Hintergrund
Nachdem Universal Pictures große Erfolge mit Filmen wie Der Glöckner von Notre Dame (1923) und Das Phantom der Oper (1925) erzielt hatte, ermutigte die Firma den Produzenten Carl Laemmle dazu, einen Film in ähnlichem Ambiente zu produzieren. Laemmle entschied, Victor Hugos L’Homme qui rit zu verfilmen.
Aufgrund seiner deutschen Herkunft hatte Laemmle Verbindungen zur deutschen Filmszene, die ihm bei seinen Verhandlungen mit deutschen Filmemachern und Schauspielern halfen. So konnte er Paul Leni gewinnen, von dessen Film Das Wachsfigurenkabinett (1924) Laemmle beeindruckt war. Ebenso gewann er Conrad Veidt für die Hauptrolle, der bereits durch seine Rollen in den Filmen Das Wachsfigurenkabinett und Das Cabinet des Dr. Caligari Bekanntheit erlangt hatte.
Universal investierte über eine Million US-Dollar in The Man Who Laughs, was zu dieser Zeit eine beträchtliche Summe war. Für die Filmbauten waren Charles D. Hall, Thomas F. O’Neill und Joseph C. Wright zuständig. Die Kostüme entwarfen Vera West und David Cox.
Die Szenen mit Olga Baclanova als Josiana waren für die Zeit sehr gewagt; so gab es auch eine Nacktszene im Bad, die aber aus der US-amerikanische Fassung geschnitten wurde.

## Rezeption
Die Österreichische Film-Zeitung schrieb: „Von Paul Leni inszeniert, der unerhört eindrucksvolle, vom Leben erfüllte, historische Bilder schuf und eine überaus starke Gesamtwirkung erzielte, ist es vom darstellerischen Gesichtspunkt vor allem Conrad Veidt, dessen geradezu sensationelles Spiel dem Film ein imposantes künstlerisches Gepräge gibt.“
Viele zeitgenössischen Reaktionen zeigten sich jedoch eher verhalten. Kritisiert wurden die morbide Atmosphäre und die angeblich nicht authentisch wirkenden Kulissen. Die heutige Rezeption schätzt The Man Who Laughs aber als wichtiges Werk des deutschen Stummfilm-Expressionismus.
Obwohl der Schauspieler Kirk Douglas lange an einem Remake interessiert war, wurde die Thematik in der Zeit des Tonfilms lange Zeit nur einmal wieder verfilmt, als Der Mann mit der goldenen Klinge (L’uomo che ride) aus dem Jahr 1966 von Sergio Corbucci. Corbucci verlagerte die Handlung aber vom England ins Italien des 16. Jahrhunderts.
Erst 2012 erschien eine moderne Fassung unter der Regie von Jean-Pierre Améris mit Gérard Depardieu, Marc-André Grondin und Christa Théret in den Hauptrollen.
Der Film beeinflusste zahlreiche andere Werke. So gilt nicht nur die Figur des Gwynplaine Inspiration für Batmans Erzfeind Joker, sondern auch Masken und Schminkweise von Nebenfiguren finden sich bis heute in Joker-Comics und -Filmen.
Der Film The Black Dahlia von Brian De Palma verwendet Szenen aus The Man Who Laughs und nimmt bestimmte Elemente der Handlung auf.

## Veröffentlichung in Deutschland
Der Mann, der lacht lief 1929 in einer geschnittenen Fassung mit Texteinblendungen in den deutschen Kinos. Diese Fassung gilt seither als verschollen. Wicked Vision hat die alte deutsche Fassung anhand der alten Zensurkarten des Bundesarchivs rekonstruiert und mitsamt der ungekürzten Version im Juni 2022 veröffentlicht.